# Fremdenverkehrsgemeinde
In Deutschland ist eine staatlich anerkannte Fremdenverkehrsgemeinde (oder Fremdenverkehrsort) ein Prädikat, das einer Gemeinde oder einem Gemeindeteil vom zuständigen Ministerium eines Landes verliehen werden kann. 
Weitere geschützte Prädikate sind Kurort, Luftkurort und Erholungsort.
Eine staatliche Anerkennung ist in den meisten Bundesländern Voraussetzung für die Erhebung einer Fremdenverkehrsabgabe bzw. einer Kurtaxe.
Die Grundlage für die Anerkennung ist teils ein Gesetz, in Bayern, Niedersachsen, Sachsen-Anhalt und Schleswig-Holstein eine Verordnung. 

## Rheinland-Pfalz
Die staatliche Anerkennung mit der Artbezeichnung Fremdenverkehrsgemeinde setzte zum Beispiel in Rheinland-Pfalz voraus:
- für die Gäste geeignete verschiedenartige Fremdenverkehrseinrichtungen, wie Wanderwege, Sport-, Spiel- und Freizeitanlagen und
- eine im Verhältnis zur Einwohnerzahl beachtliche Beherbergungskapazität oder eine sich aus der vorhandenen Beherbergungskapazität und einem überörtlichen Ausflugsverkehr insgesamt ergebende erhebliche Bedeutung des Fremdenverkehrs.
- Die Gemeinde soll einen touristisch ansprechenden Gesamteindruck vermitteln.

Das Prädikat Fremdenverkehrsgemeinde ist in Rheinland-Pfalz zum 1. Januar 2016 entfallen, das Kurortegesetz wurde entsprechend geändert. Staatlich anerkannte Fremdenverkehrsgemeinden können diese Bezeichnung noch bis Ende 2020 weiter führen.